# Aguanieve

Símbolo meteorológico de la aguanieve.

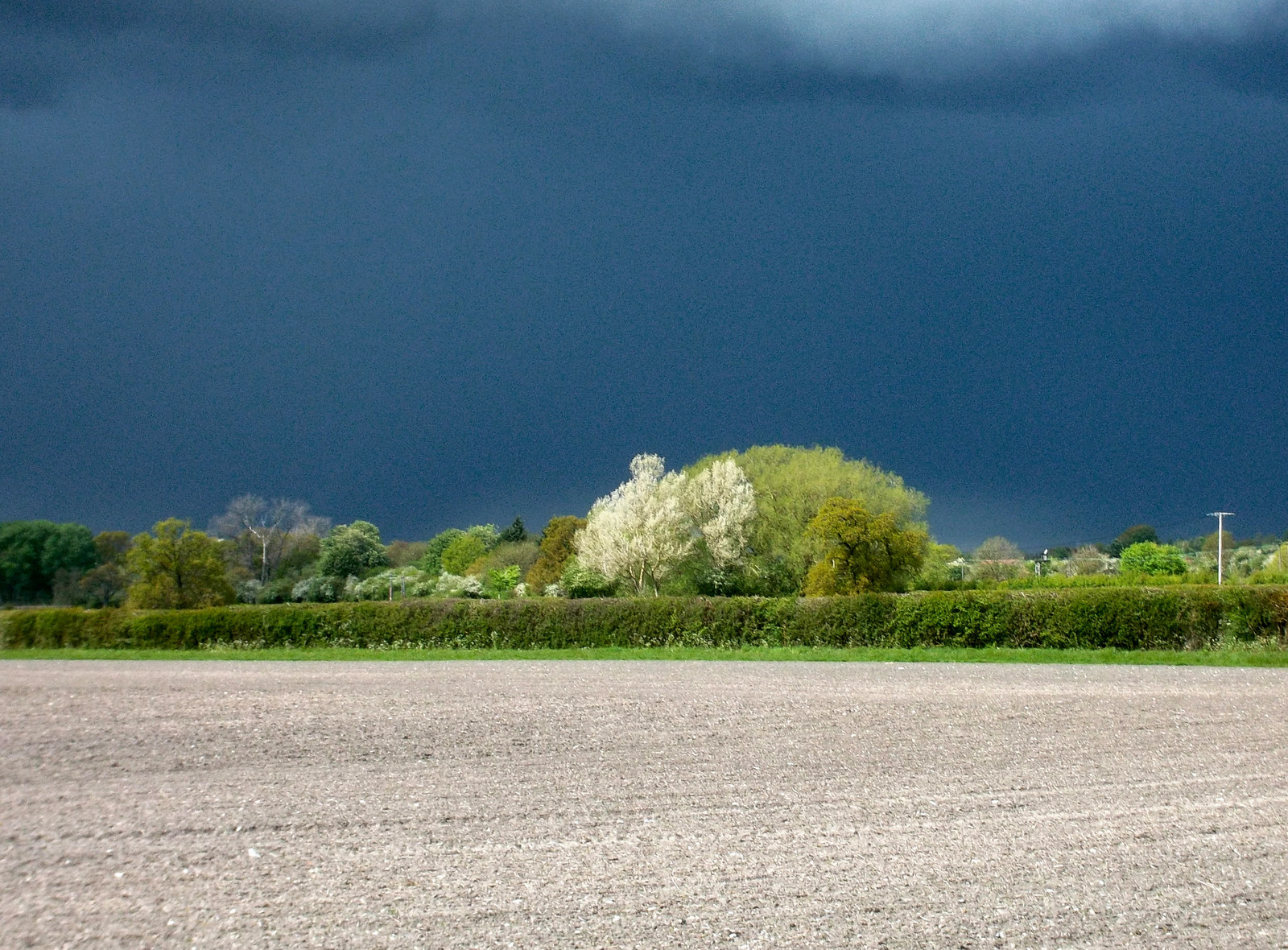
Aguanieve en Didcot, Reino Unido.

La aguanieve es una forma de precipitación consistente en nieve parcialmente fundida y mezclada con agua. Esta se debe a un aire lo suficientemente templado como para derretirlo parcialmente, pero no lo suficientemente cálido como para transformarlo en lluvia. Es, pues, una mezcla de agua y nieve.
La aguanieve no suele endurecerse en el suelo, excepto cuando la temperatura del suelo es inferior a los cero grados Celsius, en cuyo caso puede formar capas de hielo invisibles conocidos como placas de hielo o incluso escarcha.

## Definición alternativa
Para algunos meteorólogos el nombre de aguanieve también significa una forma de precipitación consistente en agua parcialmente congelada, pero no en forma de cristales. Es hielo muy fino, también conocido como perdigones o bolillas de hielo. Se produce cuando el aire es lo suficientemente templado como para fundirlo parcialmente, pero no lo suficientemente cálido como para transformarlo en lluvia.

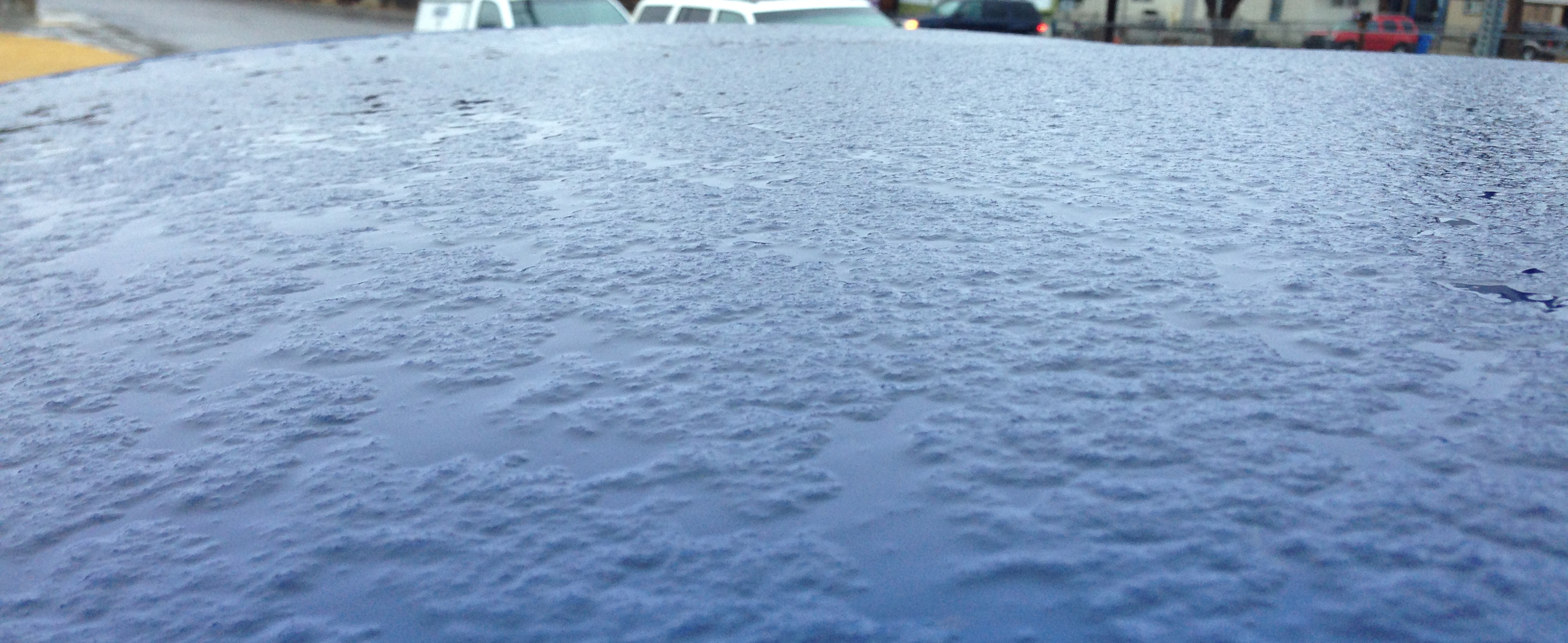
Aguanieve sobre un automóvil

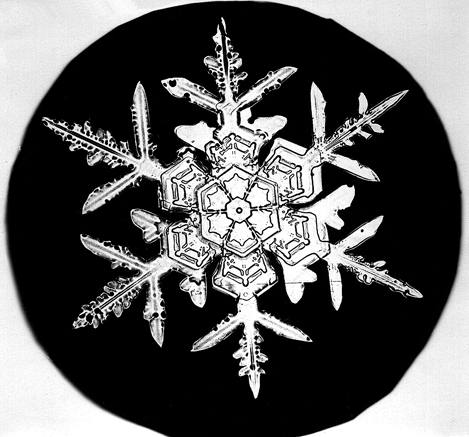
Cristal de nieve.

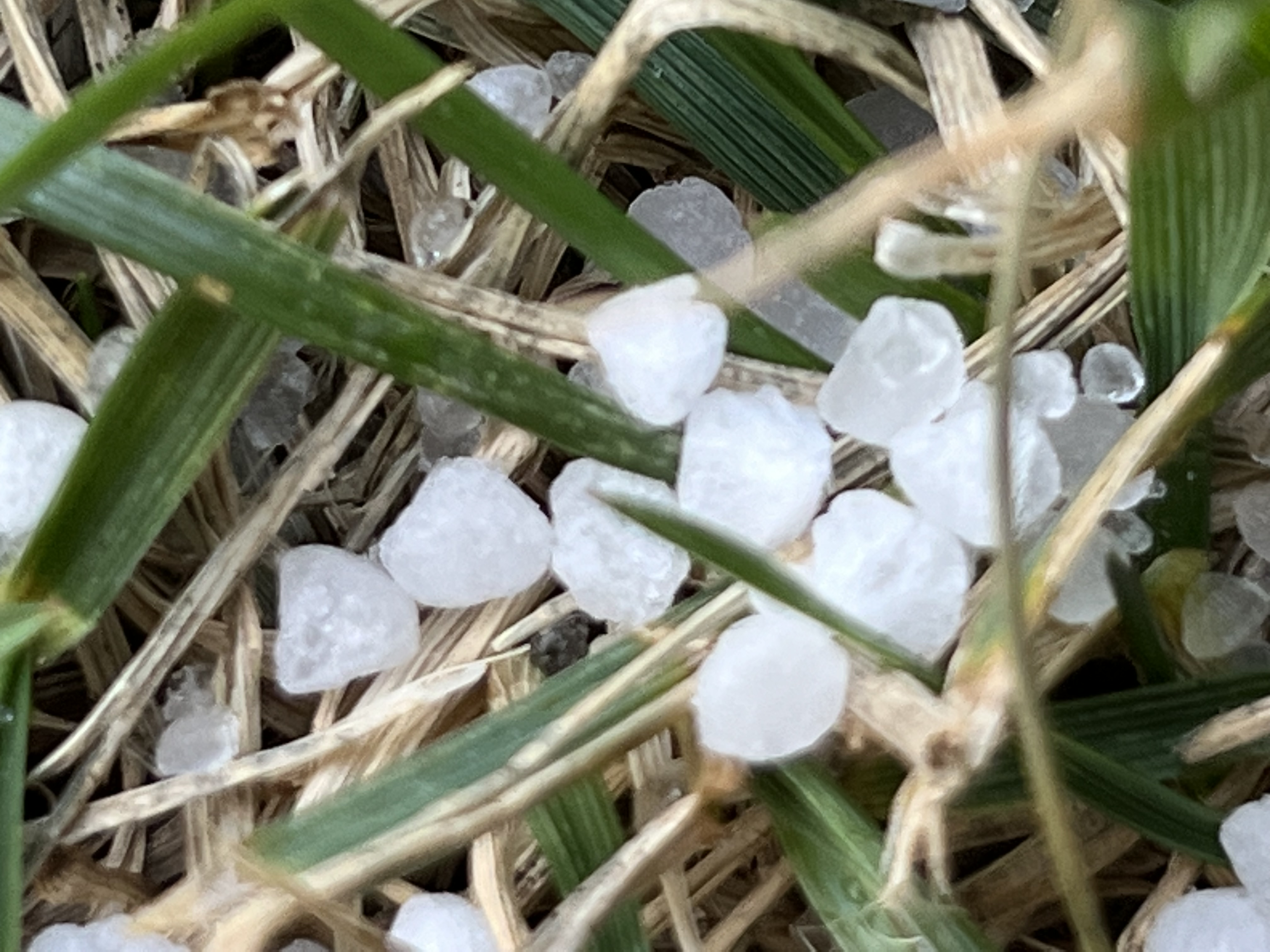
Perdigones de hielo.

Es muy similar a la nieve a la vista, pero en el microscopio se puede observar que no se forman los típicos cristales de nieve, sino granos similares al granizo; es decir, pequeños hielos amorfos.
La diferencia entre estas precipitaciones es cualitativa: la lluvia está compuesta de gotas de agua en estado líquido; los perdigones, al igual que el granizo, constan de agua en estado sólido, en forma de hielo; la nieve, en oposición, está compuesta de agua en estado sólido pero bajo la particular forma de prolijos cristales, comúnmente llamados 'copos'; estos suelen tener forma hexagonal.